# 木村政彦
木村 政彦（きむら まさひこ、1917年（大正6年）9月10日 - 1993年（平成5年）4月18日）は、日本の柔道家・プロレスラー。段位は講道館柔道七段。鬼の木村の異名を持つ。
全日本選手権13年連続保持、天覧試合優勝も含め、15年間不敗のまま引退。「木村の前に木村なく、木村の後に木村なし」と讃えられ、後々にも史上最強の柔道家と称されることが多い。身長170 cm、体重85 kgと小兵ながら、トレーニングにより鍛え抜かれた強靭な肉体、爆発的な瞬発力、得意技である切れ味鋭い大外刈りのスピードとパワー、高専柔道で身につけた寝技技術、またこれらを支える一日10時間を越える練習量と柔道に命を賭す強靭な精神力を武器に15年間不敗を成し遂げた。

## 幼少時~柔道~プロレス

### 柔道家時代

#### 10歳から竹内三統流柔術を修行
熊本県飽託郡川尻町（のちの熊本市南区川尻）出身。幼少のころより、父親の仕事場である加勢川の激流の中で、ザルを使っての砂利取り作業を手伝い、強靱な足腰を育てたとされる。
10歳で古流柔術の竹内三統流柔術道場に通い始め、出稽古も含め1日に5時間を超える練習量で実力をつける。段位は四段まで大日本武徳会から受けた。旧制鎮西中学（のちの鎮西高等学校）4年（戦後の高校1年の年齢）には講道館四段を取得。全国大会では大将として鎮西を率い、各種大会で圧倒的な強さで優勝に導き、「熊本の怪童」「九州の怪物」と全国にその名を轟かすようになる。

#### 牛島辰熊に見いだされ拓大へ

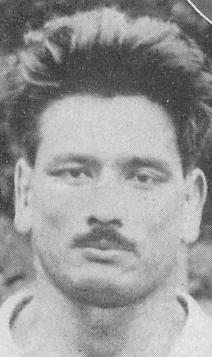
木村の師匠の牛島辰熊

1935年、同じ旧制鎮西中学OBであり、拓殖大学の師範を務めていた「鬼の牛島」の異名を持つ牛島辰熊の東京の自宅「牛島塾」に引き取られて激しい稽古を受ける。さらに1人で出稽古に回り1日10時間という練習量をこなし強さを磨いた。牛島は寝技が強く、また、乱取り中頻繁に当身（パンチ）を使ったという。牛島は全日本を5回制覇したが、天覧試合には病気で勝てなかった。そのため、弟子の木村にその夢を託したという。
右翼としての顔を持っていた牛島は東條内閣に批判的な石原莞爾と親交があり、1941年、石原が賛同していた津野田知重の東條英機暗殺計画に参加する。木村はその実行を担当する予定だった。しかし倒閣に賛成していた三笠宮崇仁親王が、計画の過激化を恐れ密告したことにより失敗に終わった。
1936年、学生柔道の団体戦として最もレベルの高い高専柔道大会に大将として出場し、拓大予科を全国優勝に導いた。また、木村は非常に研究熱心であり、拓大予科時代に、相手の腕を帯や裾を使って縛って抑える、という当時としては斬新的な技術腕括りを開発した。世界中でこの技術は活用されている。また寝技だけでなく、木村自身によると、立技から逆腕緘と引き込み返しを掛けながらの腕緘返を研究・稽古した。これも木村自身によると、相手が自分の帯を握って頑張っている時に一度逆に振って逆腕緘に極める方法がよいことも研究し解った。

#### 全日本選手権連覇と天覧試合優勝
全日本選手権の前身ともいえる日本選士権を1937年から3連覇し、さらに1940年に行なわれた紀元二千六百年奉祝天覧武道大会でも5試合をすべて一本勝ちという圧倒的な強さで優勝した（決勝戦の相手は石川隆彦）。この後も大小大会含め無敗だったものの、第二次世界大戦勃発後の1942年に兵役で柔道を離れざるを得なくなった。しかし終戦後は、1947年7月1日に開催された西日本柔道選手権大会に出場するや、決勝リーグで吉松義彦、松本安市を破り優勝を飾って“木村の不敗常勝”を見せつけたほか、翌1948年3月15日の全関西対全九州の試合でも、全九州軍の一員として優勝に貢献した。1949年の全日本選手権でも、ブランクを感じさせず圧倒的な強さで優勝。全日本選手権13年連続保持という驚異的な記録を残している。

#### 木村の練習量

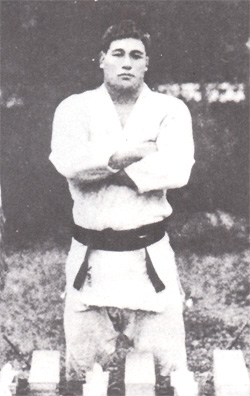
木村政彦23歳の全盛時代（1941年）

木村の練習量にはその激しさから、様々な逸話定評がある。
- 元々木村は他の選手の倍の6時間から7時間練習していたが、絶対に勝利するために辿り着いた結論が「3倍努力」である[1]。
- 拓大に入ってからの木村の練習量は10時間を超えた。拓大での稽古だけではなく、他大学や警視庁、皇宮警察などを回って乱取り稽古をしていた。乱取り（スパーリング）だけで毎日百本をこなした。その後バーベルを使ったウェイトトレーニング、巻き藁突きを左右千回ずつした[1]。
- 夜になると、師の牛島にならい大木に帯を巻いて一日1000回打ち込みをし、遂にはその大木を一本枯らしてしまった。打ち込みを繰り返すうちに木村の背中の皮は擦り剥けては治るの繰り返しで踵のように分厚くなったという。
- 「寝ている時は練習をしていない」と考え、睡眠時間を3時間にし、しかも睡眠中にもイメージトレーニングをしていた。睡眠不足のぶんは授業中に寝ていたという[4]。
- 剛柔流空手と松濤館空手の道場にも通い打撃技を習っていた。特に剛柔流空手においては、師範代を務めるほどの腕だった。
- 戦後は米兵のヘビー級ボクサーとスパーリング中心の練習をこなしてボクシング習得にも挑戦した。

#### 桁外れのパワー
木村は師の牛島と共に、本格的にウエイトトレーニングを行い抜群の筋量とパワーを誇った。そのトレーニング方法は、単に高重量を扱うだけではなく、例えば100 kgのベンチプレスを1時間1セットで何度も繰り返す、仕上げに腕立て伏せを1000回行うなどといった非常に激しいものだった。その鍛え抜いたパワーは、障子の桟の両端を持って潰すことができ、太い鉛の棒を簡単に曲げたという。また、夏の暑い日、師匠の牛島が木村に団扇で扇いでくれと言うと、木村はその場にあった畳を持ち上げ、それを扇のように仰いで牛島を驚かせた。そして両腕を伸ばした状態で肩から手首に掛けて100 kgのバーベルを転がすこともできたという。
また、都電に乗った際、悪戯で吊革のプラスチック製の丸い輪を五指で鷲掴みにし、端から順に割っていくことがあった。
その他に乗り遅れた弟子のために走り始めた都電の後ろにある牽引用の取っ手を掴んで引っ張り、電車を停車位置に戻してしまったこともある。弟子たちはそれを見て唖然としたという。

#### 柔道スタイルと得意技
立技の得意技は強烈な大外刈で、寝技ではあらゆる体勢から取ることができる腕緘であった。講道館での出稽古ではあまりに失神者が続出するので木村の大外刈は禁じられ、後には脱臼者が続出するという理由で腕緘も禁じられたという。木村の大外刈は、自分の踵で相手のふくらはぎを打つように掛けるもので、一種の打撃技、蹴り技の風体をなしていた。170 cmで85 kgの体格は当時としても柔道家としては大きな方ではなかったが、長身選手の得意技とされる大外刈を実戦的な技として駆使した。また、高専柔道で培った寝技も大きな武器としており、絞め技・抑込技も得意としていた。

#### 負けたら腹を切る
木村の精神力の強さには定評があるが、その最たるものとして「負けたら腹を切る」がある。試合前夜には短刀で切腹の練習をしてから試合に臨んだとされ、決死の覚悟で勝負に挑んだという。最終的に15年間無敗でプロに転向したため、切腹は免れた。

### プロ柔道家時代

#### 牛島が国際柔道協会旗揚げ
1950年2月、内定していた警視庁の柔道師範の話を断り、師匠の牛島辰熊が旗揚げした国際柔道協会いわゆるプロ柔道へ山口利夫、遠藤幸吉らと共に参加する。4月16日には後楽園でプロ柔道としての初試合を行い、トーナメントを勝ち抜き優勝する。プロでも木村は1度として敗れず、連勝を重ねていった。
その後プロ柔道は地方巡業に出るが、客足は次第に衰え、またスポンサーの経営不振も重なり、給料も未払いの状態が続いた。時を同じくし、妻が肺病に侵されたため、治療費を稼ぐ必要に迫られた木村は、告訴される事も承知で国際プロ柔道協会を脱退し、夜逃げ同然にハワイへと渡航した。これは現地の日系実業家によるハワイ諸島での柔道巡業の要請に応じてのものであり、高額の報酬が目的であった。なお、協会の主力選手であった坂部保幸と山口利夫が木村に同調し脱退したため、国際プロ柔道協会はすぐ後に消滅している。ハワイでの巡業では、腕自慢の飛び入りを相手にしたり、10人掛けといったものであったが、現地ではこの興行が人気を博した。そして契約の3か月任期満了の近く、この人気に目をつけたプロレスのプロモーターに誘われ、木村と山口はプロレスラーに転身した。

#### エリオ・グレイシーとの死闘

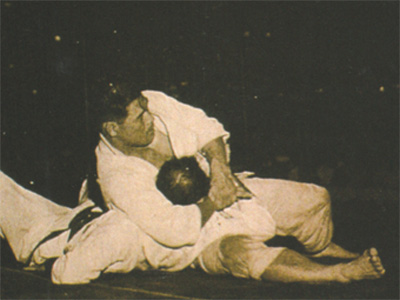
袈裟固めでエリオの首を締め付ける木村。

1951年、サンパウロの新聞社の招待で、山口利夫、加藤幸夫とともにブラジルへ渡る。プロレス興行と並行して現地で柔道指導をし、昇段審査も行った。
同年9月23日、加藤幸夫が現地の柔術家エリオ・グレイシー（ヒクソン・グレイシーやホイス・グレイシーの父）に試合を挑まれ、絞め落とされ敗北する。エリオは兄のカーロス・グレイシーが前田光世より受け継いだ柔道に独自の改良を加え寝技に特化させたブラジリアン柔術の使い手であった。エリオは加藤だけではなく、木村がブラジルに来る前から日系人柔道家たちを次々と破り、ブラジル格闘技界の雄となっていた。加藤敗北の結果を受け、木村は10月23日にリオデジャネイロのマラカナン・スタジアムにおいてエリオと対戦した。ルールは以下。
- 投技での一本勝ちは無し。
- ポイント無し。
- 抑え込み30秒の一本も無し。
- 決着は「参った」（タップ）か絞め落とすこと。

木村はエリオの細身の体格を見て「3分持てばあちらの勝ちでもよい」と言ってのけるほどの余裕を持って試合に臨んでいた。エリオ側も木村との圧倒的な実力差を承知しており、兄のカーロスが試合前に関節技が極まったらすぐにタップするよう念を押してエリオに約束させ、棺桶まで用意するほどの決死の覚悟で試合に挑んだ。柔道家のチアキ・イシイが木村のセコンドについた在ブラジルの日本人柔道家、翌年の第1回パンアメリカン柔道選手権大会王者倉智光（ブラジル小川武道館）から聞いた話によると、十字固を木村が掛けたシーンがあった。倉智は「折れ」と叫んだが木村は折らなかった。2R目で木村は得意の大外刈から腕緘に極め、エリオの腕を折った（脱臼等の暗喩ではなく紛れもなく「骨折」である）。しかしエリオはカーロスとの約束を無視して強靭な精神力でギブアップせず、木村も骨折したエリオの腕を極めたまま、さらに力を入れ続けた。会場が騒然とする中ついに試合開始から13分後、セコンドのカーロスがリングに駆け上がりギブアップをしないエリオの代わって木村の体をタップ。代理のタップのため審判と揉めるも、既に決着は付いていると双方が認めたため、木村の一本勝ちでの決着となった。一方、木村のセコンド倉智は、エリオのセコンドからタオルが投げられた、としている。また、ライターの増田俊也によると、木村の柔道の試合の映像は残っておらず、木村の真剣勝負のなかで映像が残っているのは唯一このエリオ戦だけである、としている。後年、木村はエリオの事を「何という闘魂の持ち主であろう。腕が折れ、骨が砕けても闘う。試合には勝ったが、勝負への執念は…私の完敗であった」とその精神力と、武道家としての態度を絶賛している。なお、腕緘がブラジルやアメリカで「キムラロック」もしくは「キムラ」と呼ばれるのは、この試合が由来である。エリオが木村の強さに敬意を払い名付けたとされる。
激闘から半世紀の歳月が流れた1999年の秋、エリオは『PRIDE GRANDPRIX 2000 開幕戦』に出場する息子ホイスと共に記者会見に出席するため、初来日を果たした。その際に講道館の資料室を見学し、既に故人となっていた木村の写真を見て目に涙を浮かべ、「日本に来られて本当に良かった」と語ったという。2009年、エリオは95歳でその生涯を終えたが、晩年には「私はただ一度、柔術の試合で敗れたことがある。その相手は日本の偉大なる柔道家・木村政彦だ。彼との戦いは私にとって生涯忘れられぬ屈辱であり、同時に誇りでもある」と語っている。グレイシー博物館には、木村と戦った時に着た道衣が飾られている。

### プロレスラーへの本格的転身
帰国した木村はプロレスラーとして力道山とタッグを組み、1954年2月19日にはシャープ兄弟と全国を14連戦した。試合は日本テレビ、NHKによって初めてテレビ中継された。しかし、このシャープ兄弟とのタッグ戦において、木村は毎回フォールを取られるなど引き立て役とされたことに不満を募らせ、朝日新聞紙上で「（力道山相手にも）真剣勝負なら負けない」と発言した。この記事に力道山は激怒。結果としてプロレス日本一を賭け、「昭和の巌流島」と称して試合をすることとなった。だが、この戦いで木村政彦はKO負けとなり、プロレスの一線を退くこととなる。

#### 力道山との試合
この試合は、力道山側によるレフェリー「ハロルド登喜」の選定、木村側のみ当身禁止（力道山は空手チョップのみ使用可）という力道山側に有利なルールで1954年12月22日に行われた。木村側の証言によれば、本来この試合は、あくまで勝敗の決まったプロレスであり、東京をはじめ、大会場で両者勝敗を繰り返しながら全国を巡業する予定であった。しかし、初戦で力道山がその約束を反故にして突如と殴りかかり、戸惑った木村がKOされたとされる。
現存しているビデオ映像（増田俊也によれば、木村有利の場面はカットされている）では、以下の流れが確認できる。
- 力道山が金的蹴りをアピールした後、右ストレートで木村の顎に見舞う。その後、張り手を連打するが、木村がタックルに行ってそれを防ぐ。
- タックルによるクリンチをロープブレイクで分けられた後、レフリーに金的蹴りの注意を受け、試合再開の合図前に力道山が攻勢に入る。
- 力道山、顔面に左掌底、テンプルに右張り手、右前蹴りをみまい、再度木村がレフリーに向かって抗議している間にも力道山が再び前蹴り。これを木村が両手で防御するが、頭部が開いたところにテンプルへの張り手が入り最初のダウン。
- 座り込んだ木村に力道山がフロントチョークを狙うが決まらずも、顔面キック2発を当てて木村が四つ這いになったところ、後頭部から頸部当たりを踏みつける。
- 木村、何とか持ち直すも、力道山の右張り手が頚部に、続けて左張り手が顎に入ったところで昏倒。
- KOに至るまでの惨劇
  - 力道山の「最初の右ストレートパンチから最後の張り手3連発」まで終始木村はレフェリー・ハロルド登喜に何か言っている。八百長なのに力道山の攻撃が激しくなり「どうなってるんだ？ 反則だろう」と確かめている間も碌に防御せずKOされてしまった。
- 木村の敗北
  - 「プロレスを甘く見ていた結果」と「力道山の騙し討ち」といった両方の見方がある[要出典]。さらに後日、それぞれの後ろ盾の暴力団同士の仲介[注釈 15]で、手打ちが決まり和解することとなったが、その後、木村と力道山の再試合が組まれることは無かった。木村は後に、プロレスラーとしての活動は乗り気ではなく、力道山の引き立て役を嫌がっていたことを証言している[いつ?]。また、屈辱的な敗戦の後に力道山と金銭で和解したのは、すべて妻の結核が理由であり、アメリカ製の高価な薬ストレプトマイシンの費用を捻出するためであると語っている[いつ?]。なお、この薬のおかげで妻は命を取り留めた。
- 作家時代の猪瀬直樹
  - 晩年の木村を取材した結果、本人から「力道山は俺が呪い殺した」という趣旨のコメントを得ることができたが「力道山は刺殺されたんですよ」と猪瀬が言っても「卑怯な力道山を俺が呪い殺したんだ」と木村は譲らず気まずい雰囲気のまま沈黙が続いた[12]。

### エリオ・グレイシーの元弟子とバーリトゥードで対戦
1959年、ブラジルの先輩（矢野武雄）からの手紙で、グレイシーの弟子との対戦のためブラジルに旅立つ。
エリオ・グレイシーの元弟子であるヴァルデマー・サンタナを相手に、「参った」（タップ）か絞め落としのみで決着する柔道ジャケットマッチで二試合を戦い、二連勝。
サンタナに裸でのバーリトゥード（グローブ無しの打撃あり）で対戦を要求され受けるも、木村は前々日に左膝を痛めてまともに歩けない状態での試合となった。しかし試合内容は木村がサンタナを圧倒。木村が叩き続けるなか、サンタナは逃げ続け、40分引き分けの結果となった。翌日の地元新聞各紙は「サンタナは片脚の木村に負けた」と揶揄する論調となった。

### 再び柔道家に
1961年、再び柔道界に戻り、拓殖大学柔道部監督に就任。のちに全日本柔道選手権大会覇者となる岩釣兼生らを育て、1966年には全日本学生柔道優勝大会で拓殖大学を優勝に導いた。

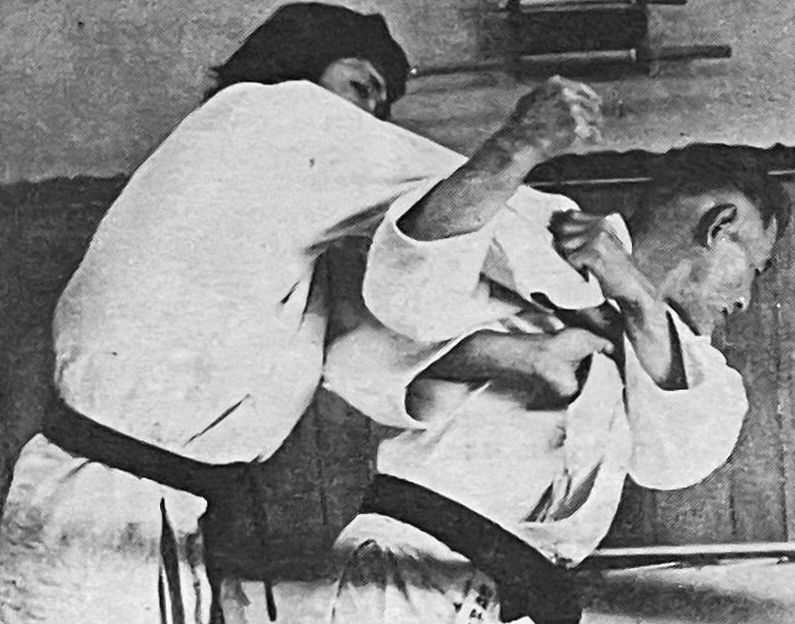
木村政彦が得意技の一つである特別な改良型一本背負投を樗沢憲昭にかける瞬間。

1981年、柔道指導のため渡米し、各地で講習会を開催する。カリフォルニアでの各種柔道クリニックは、樗沢憲昭によって企画・運営された。
1983年、拓殖大学柔道部監督を勇退する。
1985年出版の著書『わが柔道』の山下泰裕との対談では、物議を醸した1980年の山下と遠藤純男との試合は「明らかに君（山下）の負け」としたうえで、「強いんだから全日本選手権を10連覇しなさい」と述べる。
1993年4月18日、大腸がんのため75歳で死去。墓地は、故郷熊本市南区野田の大慈禅寺にある。

## 死後の評価
戦後、食べていけない時代にプロ柔道に参戦したこと、さらにプロレスラーに転向して力道山と不可解な試合を行い、これに敗れたため、講道館をはじめ戦後の柔道界は木村の存在そのものを柔道史から抹殺し、柔道・プロレス・及び格闘技マニア以外にその名を知る者はいなくなっていった。一方、講道館機関誌『柔道』には1955年2月号に講道館館長嘉納履正が木村対力道山戦について巻頭コメントを出したのち、1993年11月号までに、約70号に「木村政彦」の名は登場している。
しかし、2011年に出版された評伝『木村政彦はなぜ力道山を殺さなかったのか』（新潮社）で木村の名前は一気に一般世間に知られるようになった。さらにこの作品は原田久仁信の作画により漫画化され、幅広い層の読者たちが木村政彦の存在を知るようになってきている。
また海外では1993年の第一回UFC以降、総合格闘技やブラジリアン柔術が世界的に普及し、寝技技術においてキムラロック（柔道における腕緘の逆腕緘）はグローバルにネーミングとして定着しており、世界の格闘技史に名を刻んでいる。

## 史上最強の称号
15年間不敗、また関係者からの圧倒的な評から、木村はしばしば史上最強の柔道家と評価される。
同じく、史上最強と評価されることもある山下泰裕と木村両方の全盛時代を知る広瀬巌（1941年の日本選士権覇者）は、「今、山下君が騒がれているけれど、木村の強さはあんなものじゃなかったよ」と言い、1948年の全日本選手権を制し東京五輪監督も務めた松本安市は「講道館柔道の歴史で化物のように強い選手が四人いた。木村政彦、ヘーシンク、ルスカ、そして山下泰裕。この中で最も強かったのは木村政彦だ。スピードと技がずば抜けている。誰がやっても相手にならない」と語っている。
前三角絞めの開発者として有名な高専柔道出身の早川勝（旧制六高OB）は「比べものにならない。山下君もたしかに強いけども、僕らの時代は木村先生と何十秒間試合できるかというのが話のタネだった」と語っている。同じく両者の全盛時を見ている柔道新聞主幹の工藤雷介は「技の切れ、凄さからすればやはり木村君だ」と評している。直木賞作家の寺内大吉も「戦中の木村柔道をぼくはほんの二試合ほどしか見ていないが、それでも『鬼の政彦』を実証する強さだった。もちろん比較はできないが山下泰裕より遙かに上位をゆく豪力であったと思う」と語っている。
拓大に留学経験があり、四十歳代の木村と乱取りもしているダグ・ロジャース（東京五輪重量級銀メダリスト）は、「今の柔道家では木村先生に勝てません」「ヘーシンクとルスカですか。彼らでも無理ですね」と語る。木村の愛弟子で全日本選手権覇者でもある岩釣兼生は、現役時代に50歳の木村とやっても寝技ではまったく歯が立たなかったとし、「木村先生のパワーにはぜんぜん敵わないと思いますよ。山下君にも間違いなく腕緘を極めるでしょう。これは断言できます。私でもロジャースでも寝技でぼろぼろにやられましたから」と発言している。
同じく木村に稽古をつけてもらった弟子の蔵本孝二（モントリオール五輪軽中量級銀メダリスト）は「（山下とは）ぜんぜん問題にならないです。立っても寝ても腕緘一発です」としている。蔵本は他に「僕が五輪や世界選手権で戦った選手たちより五十代の木村先生のパワー、圧力のほうがずっと強かったですから。現役時代の強さは想像もできないですよ」とも述べている。
拓殖大学の後輩で極真空手の創始者である大山倍達も実際に木村の試合を観戦しているが「木村の全盛期であればヘーシンクもルスカも3分ももたないと断言できる」と述べている。
高校時代に柔道の合宿で木村の打ち込みの相手を務めたこともある武藤敬司は、木村に関して「ヒクソン・グレイシーでは勝てない」と仄めかす話をしている。

## 木村自身の著作
- 『柔道とレスリング』
  - 鷺ノ宮書房、1955年
- 『スポーツグラフィック-柔道教室』
  - 鶴書房、1968年
- 『ワイドスポーツ-柔道の技』
  - 鶴書房、1968年
- 『鬼の柔道-猛烈修行の記録』
  - 講談社、1969年
- 『柔道の技-基本技に立返ろう』
  - 鶴書房、1976年12月
- 『柔道-実践に役立つ技の研究』
  - 鶴書房、1978年11月
- 『柔道教室-基本動作と技変化』
  - 柏書房、1985年1月
- 『わが柔道』
  - ベースボール・マガジン社
  - 1985年1月ISBN 4583024576
- 『わが柔道-グレイシー柔術を倒し男』
  - 学習研究社
  - 2001年11月16ISBN 4059020540

## その他
木村は酒豪であり、晩酌には最低三升、多いときには五升から六升も飲んだという。
ブラジルにkimuraという柔術衣メーカーがあった。衿の硬いことで知られる。